# Голбан, Александр
Алекса́ндр Го́лбан (рум. Alexandru Golban; 28 февраля 1979, Кишинёв, СССР) — молдавский футболист, нападающий. Выступал за сборную Молдовы.

## Карьера
Голбан — один из игроков, которые считаются символом «Дачии» из Кишинёва. Играл в таких клубах, как «Карпаты», «Айнтрахт» и «Чахлэул». В 2008 году был куплен костанайским «Тоболом». В первом же сезоне стал лучшим бомбардиром. После Казахстана уехал в Азербайджан. Выступал в «Симурге».
Летом 2010 года подписал контракт с клубом «Милсами» в котором отыграл 2 года. В 2012 году перешёл в ФК «Верис» но так и не провёл за клуб ниодной игры. Затем отыграл 4 матча за ФК «Сперанца» и завершил карьеру игрока.
За национальную сборную Молдавии сыграл 15 матчей забил 4 гола.
В настоящее время работает Директором Национальных команд и сборных Республики Молдова и Директором по пляжному Футболу в Федерации Футбола Республики Молдова.

## Достижения
- Нападающий года в Молдавии: 2003[источник не указан 1915 дней]
- Вице-чемпион Казахстана: 2008
- Лучший бомбардир чемпионата Казахстана: 2008
- Полуфиналист Кубка Казахстана: 2008
- Бронзовый призёр чемпионата Молдавии: 2010/11

## Личная жизнь
Жену зовут Ингой. Двое детей: Александр и Данил.